# Armalauses
Les Armalauses (en latin : Armalausi) étaient un peuple germanique obscur, s'apparentant aux Alamans et aux Marcomans sur la Table de Peutinger (IIIe ou IVe siècle). Ils auraient pu être l'une des tribus des Hermundures. Philippe Briet (1650) les plaça dans le Haut-Palatinat. Ils auraient traversé le Danube et remplacé les Varasques aux IIe et IIIe siècles, et ils se fondirent avec les Alamans dans le courant du IVe siècle.
Ils ont donné leur nom à une vallée française dans la région contemporaine des Rhône-Alpes en Drôme.